# Pieces系列
《pieces》是由Whirlpool製作發行的系列冒險遊戲，分為《pieces/候鳥的夢》（pieces/渡り鳥のソムニウム）和《pieces/搖籃的金絲雀》（pieces/揺り籠のカナリア）兩篇，分別於2019年3月29日和2020年5月29日發售。

## 故事
描述擁有能夠看見他人夢境的不可思議之能力男主角高坂燕遇見因為每晚都會看見某個人的噩夢而漸漸開始抗拒睡覺少女君原結愛後的故事。

## 登場人物
高坂燕
男主角。擁有能夠看見他人夢境的不可思議之能力。
君原結愛（聲：夏和小）
獨自生活在郊外洋房裡的少女。睡著後會陷入他人噩夢的體質。抗拒睡覺。
小鳥遊紬（聲：鈴谷麻耶）
高坂燕的青梅竹馬。
藍野深織
高坂燕的學姐，三年級學生。晝寢部部長。
美城愛麗絲
高坂燕的學妹。夢想著成為偶像。
伊集院貴美香（聲：水野七海）
高坂燕的同班同學。於《pieces/搖籃的金絲雀》升格為女主角。
卡斯特拉（聲：北都南）
棲息在結愛屋中的鳥狀生物。能夠理解人的語言。
吉川晃司（聲：芦久比剥巳）
高坂燕的同班同學。知道高坂燕能力。

## 主題曲

### 候鳥的夢
片頭曲「pieces」
歌：eufonius
片尾曲
歌：薬師るり
片尾曲
歌：茶太

### 搖籃的金絲雀
片頭曲
歌：eufonius
片尾曲
歌：KyoKa
片尾曲
歌：Duca

## 評價
《pieces/候鳥的夢》和《pieces/搖籃的金絲雀》分別獲得2019和2020年度萌系遊戲大賞純愛系作品賞金賞。《pieces/候鳥的夢》於Getchu.com舉辦的美少女遊戲大賞2019中獲綜合部門第17名、劇本部門第10名、作畫部門第8名、影片部門第10名；《pieces/搖籃的金絲雀》於美少女遊戲大賞2020中獲作畫部門第7名，小鳥遊紬獲角色部門第19名。

## 外部連結
- pieces/候鳥的夢 （页面存档备份，存于）（日語）
- pieces/搖籃的金絲雀 （页面存档备份，存于）（日語）
- 《pieces/候鸟的梦》在視覺小說數據庫的頁面（英文）
- 《pieces/摇篮的金丝雀》在視覺小說數據庫的頁面（英文）